# Truant
Truant (стилизовано как truANT) — третий студийный альбом американской рок-группы Alien Ant Farm. Альбом выпущен 19 августа 2003 года на лейбле DreamWorks Records. Продюсерами альбома были гитарист и басист Stone Temple Pilots Роберт Делео и Дин Делео. Песня «These Days» была выпущена как сингл для радио 1 июля 2003 года, а «Glow» выпущена 9 сентября 2003 года.
Клип к песне «These Days» был снят на крыше дома недалеко от кинотеатра Kodak в Лос-Анджелесе. Видеосъёмка была во время церемонии вручения премии BET Awards 2003, когда многочисленные хип-хоп-исполнители и рэперы выходили на красную дорожку перед церемонией награждения. Видео вызвало реакцию многих артистов, в том числе Нелли, Снуп Догг и Lil' Kim.

## Критика
| Совокупная оценка    | Совокупная оценка |
| Источник             | Оценка            |
| -------------------- | ----------------- |
| Metacritic           | 63/100            |
| Оценки критиков      |                   |
| Источник             | Оценка            |
| Allmusic             | [ 7 ]             |
| Blender              | [ 8 ]             |
| Drowned in Sound     | [ 9 ]             |
| Entertainment Weekly | (B+)              |
| IGN                  | (9.5/10)          |
| PopMatters           | [ 11 ]            |
| Rolling Stone        | [ 1 ]             |
| Spin                 | [ 12 ]            |
| USA Today            | [ 2 ]             |
| Yahoo! Music         | [ 13 ]            |

Truant был встречен в целом благоприятными отзывами от музыкальных критиков. На сайте Metacritic альбом получил среднюю оценку 63 балла, основанную на десяти рецензиях.
Сингл «These Days» достиг позиций в нескольких чартах Billboard: 17-я строчка в Active rock, 29-я строчка в Alternative Airplay, 38-я строчка в Mainstream Rock Songs и 40-я строчка в Heritage Rock.

## Список композиций
Слова и музыка всех песен — Alien Ant Farm.
| №                   | Название                                                         | Длительность |
| ------------------- | ---------------------------------------------------------------- | ------------ |
| 1.                  | «1000 Days»                                                      | 3:07         |
| 2.                  | «Drifting Apart»                                                 | 2:54         |
| 3.                  | «Quiet»                                                          | 3:01         |
| 4.                  | «Glow»                                                           | 3:17         |
| 5.                  | «These Days» (перезаписанная версия с альбома Greatest Hits)     | 3:06         |
| 6.                  | «Sarah Wynn»                                                     | 3:24         |
| 7.                  | «Never Meant»                                                    | 3:06         |
| 8.                  | «Goodbye»                                                        | 4:06         |
| 9.                  | «Tia Lupé»                                                       | 4:01         |
| 10.                 | «Rubber Mallet»                                                  | 3:09         |
| 11.                 | «S.S. Recognize» (перезаписанная версия с альбома Greatest Hits) | 3:51         |
| 12.                 | «Hope»                                                           | 3:40         |
| Общая длительность: | Общая длительность:                                              | 40:43        |

| №   | Название | Длительность |
| --- | -------- | ------------ |
| 13. | «Words»  | 2:42         |

## Участники записи
- Драйден Митчелл — вокал, акустическая гитара
- Майк Косгрув — барабаны
- Тай Замора — бас-гитара, пианино, бэк-вокал
- Терри Корсо — ритм-гитара, бэк-вокал

## Позиции в чартах
| Хит-парад (2003—2004)               | Высшая позиция |
| ----------------------------------- | -------------- |
| Новая Зеландия (RMNZ)               | 26             |
| Швейцария (Schweizer Hitparade)     | 71             |
| Шотландия (Scottish Albums, OCC)    | 64             |
| Великобритания (UK Albums, OCC)     | 68             |
| Великобритания (UK Rock Chart, OCC) | 10             |
| США (Billboard 200)                 | 42             |